# Der fidele Bauer (film 1927)
Der fidele Bauer  è un film muto del 1927 diretto da Franz Seitz che si basa sull'omonima operetta del 1907 musicata da Leo Fall. Diversamente dall'operetta, che è ambientata in Austria, nel film l'azione ha luogo nella foresta della Sprea.

## Produzione
Il film fu prodotto dalla Fery-Film GmbH.

## Distribuzione
Distribuito dalla Universum Film (UFA), il film venne presentato in prima alla Mozartsaal di Berlino il 10 novembre 1927. Negli Stati Uniti, uscì il 29 giugno 1929.